# این‌سونگ
کیم این-سونگ (کره‌ای: 김인성؛ زادۀ ۱۲ ژوئیه ۱۹۹۳) همچنین با نام هنری این‌سونگ شناخته می‌شود، خواننده و بازیگر اهل کره جنوبی است. او خوانندهٔ اصلی گروه پسرانۀ اس‌اف۹ است.
او در سال ۲۰۱۷، در مجموعه تلویزیونی بچه‌های قرن بیستم در نقش جوانی گونگ جیون ظاهر شد و در مجموعه تلویزیونی این عشق بود؟ نیز با بقیه اعضای اس‌اف۹ حضور افتخاری پیدا کرد. او نقش اصلی را در مجموعه‌های اینترنتی دوک گو-بین در حال بروزرسانی است (۲۰۲۰) و دو گیتی (۲۰۲۲) بازی کرد. او همچنین در بسیاری از تئاترهای درام موزیکال بازی کرده، از جمله روزها (۲۰۲۰)، کتاب قرمز (۲۰۲۱)، جک قاتل (۲۰۲۱)، و کلاه آبی: آواز میسا (۲۰۲۲). در ۲۱ مارس ۲۰۲۲، اعلام شد که این‌سونگ در حال گذراندن خدمت سربازی اجباری است. او خدمت سربازی اجباری خود را در ۲۰ سپتامبر ۲۰۲۳ به پایان رساند.